# جان گادره
جان گادره (فرانسوی: John Gadret‎؛ زادهٔ ۲۲ آوریل ۱۹۷۹) دوچرخه‌سوار اهل فرانسه است.
از باشگاه‌هایی که در آن رکاب زده‌است می‌توان به تیم دوچرخه‌سواری کوفیدیس، آژ۲آر لا موندیال، و تیم موویستار اشاره کرد.